# Dongshui
Dongshui är en köping i sydöstra Kina. Den ligger i Heping härad i staden Heyuan i provinsen Guangdong, omkring 230 kilometer nordost om provinshuvudstaden Guangzhou. Antalet invånare är 22 663. Befolkningen består av 11 230 kvinnor och 11 433 män. Barn under 15 år utgör 29,0 %, vuxna 15-64 år 56 %, och äldre över 65 år 13,0 %.